# Dżubb as-Safa (Aleppo)
Dżubb as-Safa (arab. جب الصفا) – wieś w Syrii, w muhafazie Aleppo. W 2004 roku liczyła 1044 mieszkańców.